# Jan Walc

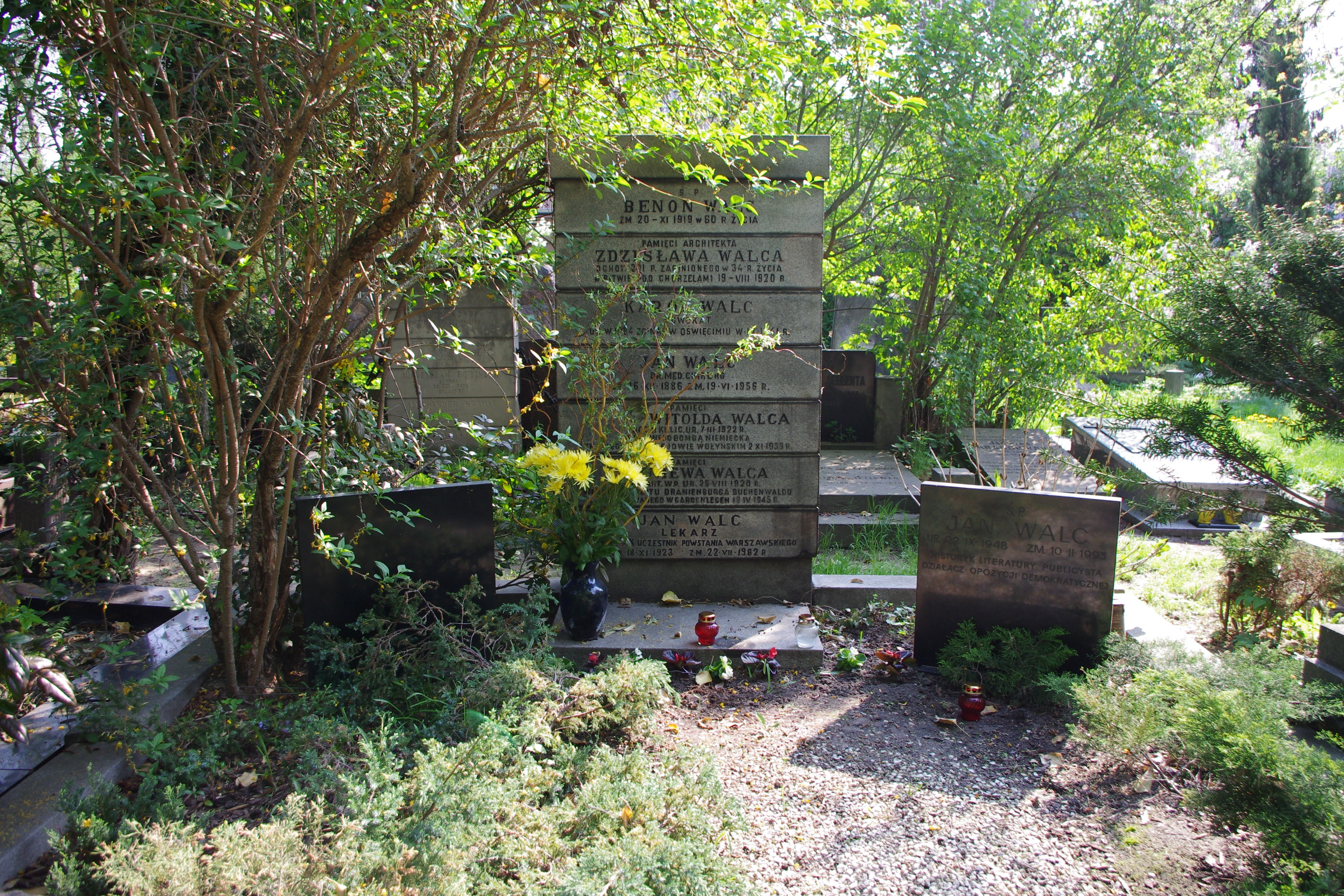
Grób literaturoznawcy Jana Walca na cmentarzu ewangelicko-reformowanym w Warszawie

Jan Zbigniew Walc, ps. Jan Biuletyn, Jan Woreczko, Lew Laicki, Zbigniew Rożnowski, Jan Przywilej, Jerzy Niewiadomski, Cyprian Kamil Biuletyn, X. Ignacy Biuletyn, Zoil, J.W. (ur. 22 września 1948 w Warszawie, zm. 10 lutego 1993 tamże) – polski historyk literatury i krytyk literacki, dr literaturoznawstwa. Dziennikarz i publicysta „Krytyki”, „Biuletynu Informacyjnego”, „Kultury Niezależnej”', „Pulsu”, „Przeglądu Wiadomości Agencyjnych”, „Zapisu”, „Polityki”, „Kultury”, „Literatury na świecie”, „Współczesności”, „Głosu”, „Życia Warszawy” i „Wokandy”. Autor reportaży, recenzji, felietonów, oraz esejów politycznych i literackich. Autor książek poświęconych twórczości Tadeusza Konwickiego oraz Adama Mickiewicza. Działacz KOR i opozycji demokratycznej w PRL. Członek kierownictwa i drukarz Niezależnej Oficyny Wydawniczej NOWA.

## Życiorys
Jan Walc był synem Jana Stanisława i Róży Marii z domu Nowotnej.
W 1966 r. ukończył Liceum im. Tadeusza Reytana w Warszawie i rozpoczął studia na Wydziale Pedagogiki Uniwersytetu Warszawskiego, by po roku przenieść się na polonistykę. W tym czasie zaangażował się w działania Studenckiego Teatru „Sigma”. W czasie studiów był czynnym uczestnikiem Wydarzeń Marcowych – w 1968 roku był aresztowany na 3 miesiące jako członek Międzywydziałowego Komitetu Strajkowego na Uniwersytecie Warszawskim.
Po zwolnieniu z więzienia w czerwcu 1968 roku, został początkowo zawieszony w prawach studenta, jednak w październiku 1969 roku uzyskał pozwolenie na wznowienie studiów na Wydziale Polonistyki UW.
Od 1968 roku znajdował się pod nieustanną inwigilacją Służby Bezpieczeństwa. Na skutek interwencji SB – mimo egzaminu zdanego z bardzo dobrymi wynikami – nie przyjęto go na studium doktoranckie, a po roku pracy (wrzesień 1971 – czerwiec 1972) zwolniono z pracy w II Liceum Ogólnokształcącym im. Stefana Batorego w Warszawie. W tym samym roku debiutował jako krytyk literacki w dwutygodniku Współczesność.
Twórczość krytyczno-literacką rozwijał drukując szkice i recenzje w warszawskiej „Kulturze”, „Literaturze”, „Literaturze na świecie” oraz w „Polityce”. Wkrótce stał się stałym publicystą tych czasopism. Na zlecenie Instytutu Badań Literackich opracowywał zagadnienia przekładu, w latach 1972–1973 w Państwowym Instytucie Pedagogiki Specjalnej wykładał historię, teorię i metodykę nauczania literatury polskiej. W tym samym okresie dla Państwowego Wydawnictwa Naukowego przygotowywał hasła do przewodnika encyklopedycznego Literatura polska.
W latach 1972–1975 pisał pracę doktorską pod kierunkiem prof. Aliny Brodzkiej w IBL PAN pt. Tadeusza Konwickiego przedstawianie świata, którą obronił w 1977 roku.
W latach 1975–1976 wykładał historię literatury polskiej i powszechnej w Państwowej Wyższej Szkole Teatralnej. Od 1976 roku współpracował z Komitetem Obrony Robotników (później Komitet Samoobrony Społecznej „KOR”), brał udział w pomocy prześladowanym uczestnikom protestów w Radomiu i Ursusie.
Od tego momentu został objęty zakazem druku, początkowo publikował w drugim obiegu pod pseudonimem (Jan Biuletyn, Jan Woreczko, Lew Laicki), a od 1978 roku po publikacji artykułu „Pamięci Jana Woreczki” już pod własnym nazwiskiem. Był członkiem redakcji „Biuletynu Informacyjnego” (1976–1981), „Głosu” (1977–1979), „Krytyki” (1978–1982) i „Pulsu”, współpracował również z redakcją „Zapisu”. Od 1978 roku pracował jako drukarz w Niezależnej Oficynie Wydawniczej NOWA.
Równolegle na spotkaniach Towarzystwa Kursów Naukowych prowadził wykłady z polskiej literatury powojennej. Jako pracownik Biura Interwencyjnego KSS „KOR” brał udział w rejestrowaniu przypadków łamania praw człowieka i niesieniu pomocy ofiarom bezprawia. W styczniu 1980 roku został członkiem Komisji Helsińskiej „KOR” dokumentującej łamanie praw człowieka w Polsce, jest współautorem „Raportu Madryckiego” omawiającego stan przestrzegania praw człowieka w PRL, w oparciu o konkretne, zarejestrowane przez Biuro Interwencji przypadki łamania prawa.
Publikował w prasie związkowej „Solidarność”, „Niezależność”. We wrześniu 1981 roku został zatrudniony jako adiunkt w Pracowni Literatury Współczesnej IBL PAN. Po ogłoszeniu stanu wojennego 13 grudnia 1981 roku internowany początkowo w więzieniu w Białołęce, później w Jaworzu. Po zwolnieniu ze względu na stan zdrowia nadal współpracował z podziemnym ruchem wydawniczym, został członkiem kolegium redakcyjnego Nowej i współzałożycielem Fundacji NOWA.
Współredagował „Niezależność”, „Kulturę Niezależną” (1984–1991), „Przegląd Wydarzeń Agencyjnych” (1982–1986) oraz „Krytykę”.
Stypendium naukowe Harvard University umożliwiło mu w 1986 roku wyjazd do USA, gdzie przygotowywał pracę o twórczości Adama Mickiewicza, w latach 1986–1987 miał gościnne wykłady z literatury polskiej na uniwersytetach w Sztokholmie i w Bonn. W tym czasie z przyczyn politycznych zwolniono go z pracy w IBL PAN, gdzie mógł wrócić dopiero w 1989 roku. W 1990 roku prowadził gościnnie zajęcia na Wydziale Polonistyki Uniwersytetu Warszawskiego.
W latach 90. współpracował z „Tygodnikiem Kulturalnym”, potem z „Wokandą”' (1990–1991) oraz z „Życiem Warszawy” (1991–1993), gdzie drukował cotygodniowe felietony polityczne.
Prowadził również program telewizyjny „Czytane inaczej” w II programie telewizji polskiej.
Pochowany na cmentarzu ewangelicko-reformowanym w Warszawie (kwatera T-1-3).

## Wybrane publikacje
- Wybierane – zbiór artykułów drukowanych w drugim obiegu z lat 1973–1989, Warszawa 1989
- Ja już wygrałem – Jan Walc rozmawia z senatorem płockim Andrzejem Celińskim, Warszawa 1991
- Architekt Arki – studium o A. Mickiewiczu, Warszawa 1991
- Wielka choroba – zbiór esejów literackich, Warszawa 1992 : [Wielka Improwizacja z III części „Dziadów” Adama Mickiewicza. Quo vadis, Judime Stefan Żeromski: Ludzie bezdomni]. O sposobach użycia nieużytej kultury [polityka kulturalna w Polsce w l. 1944–1989]. Mefisto z kwiatem glicynii (Notatki diaboliczne) Jarosław Iwaszkiewicz. „Być świnią w maju” Konstanty Ildefons Gałczyński. „Gdy ziemia nie jest już snem i snić do końca nie można” Tadeusz Borowski. Cena obecności [Roman Bratny]. Płaszcz żołnierza polskiego Władysław Broniewski. Trudny rachunek Maria Dąbrowska. Fotografia Atlantydy Leopold Tyrmand: Zły. Konserwatywne uwagi o postępowcu Sławomir Mrożek: Portret. Dwa razy o „Małej Apokalipsie” Tadeusza Konwickiego. Vae divis Jacek Bocheński: Boski Juliusz. Wielki, bo wam z oczu zszedł Stefan Żeromski: Uciekła mi przepióreczka
- Ja tu tylko sprzątam – zbiór artykułów z lat 1989–1993, Warszawa 1995
- Tadeusza Konwickiego przedstawianie świata – praca doktorska obroniona w 1977, Warszawa 2010.

## Nagrody
- Nagroda Fundacji Polcul[7] – 1984
- Nagroda im. Andrzeja Kijowskiego – Warszawa, 1990[8].

## Odznaczenia
W 2006 roku prezydent RP Lech Kaczyński odznaczył pośmiertnie Jana Walca Krzyżem Komandorskim Orderu Odrodzenia Polski „za wybitne zasługi dla niepodległości Rzeczypospolitej Polskiej, za działalność na rzecz przemian demokratycznych w kraju”.

## Życie prywatne i Joanna Trzeciak-Walc
Joanna Trzeciak-Walc (1948–2022), żona Walca, była również zaangażowana w działalność niezależną, przepisywała i redagowała niezależne wydawnictwa i książki. W latach 1985–1991 była pracowniczką Muzeum im. Anny i Jarosława Iwaszkiewiczów w Podkowie Leśnej. Była założycielką i redaktorką lokalnego dwutygodnika „Gazety Podkowiańskiej”, nagrodzonej przez Pełnomocnika Rządu ds. Demokracji Lokalnej. W latach 1991–1993 pracowała w dziale kultury „Gazety Wyborczej”, była pomysłodawczynią i należała do organizatorów dodatku „Gazeta o Książkach”. Od 1998 roku pracowała w Biurze Kultury Urzędu m.st. Warszawy. Od 2006 roku działała w samorządzie Podkowy Leśnej. Zmarła 5 stycznia 2022.